# Benjamín Vicuña Mackenna

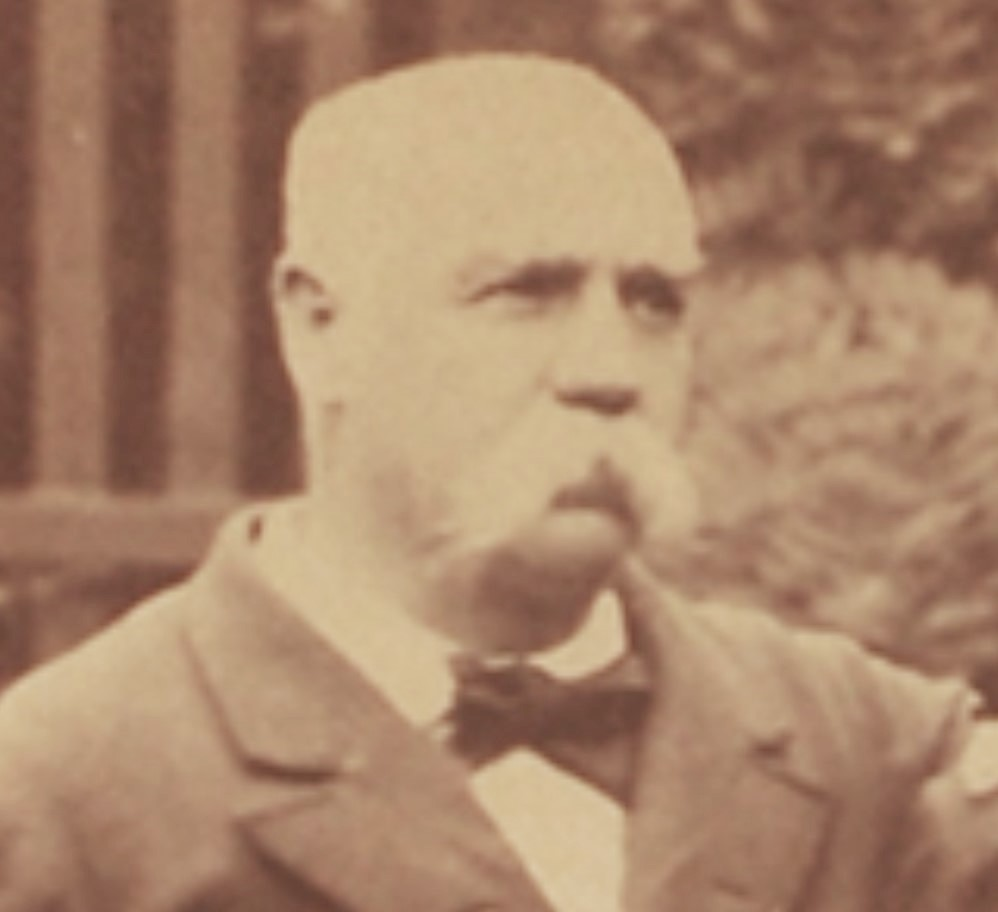
Benjamín Vicuña MacKenna

Benjamín Vicuña MacKenna (Santiago, 25 de agosto de 1831 — Santa Rosa de Colmo, 25 de janeiro de 1886) foi um importante político e historiador chileno. Filho de Pedro Félix Vicuña e Carmen MacKenna (filha de Juan Mackenna), estudou no Instituto Nacional e na Universidade do Chile, formou-se advogado em 1857.

## Produção literária
Vicuña MacKenna criou vários livros de história e literatura, mas no campo da historiografia ele é criticado por seu patriotismo exagerado, o qual se demonstra no livro O álbum da glória do Chile, Homenagem ao Exército e a Marinha do Chile em memória de seus mais ilustres marinheiros e soldados mortos pela pátria na Guerra do Pacífico.    
Principais obras
- Páginas de mi diario durante tres años de viaje: 1853- 1854- 1855 (1856)
- El ostracismo de los Carrera (1857)
- El ostracismo del general D. Bernardo O'Higgins (1860)
- La independencia en el Perú (1860)
- Historia de los diez años de la administración de don Manuel Montt (1862)
- Vida de don Diego Portales (1863)
- La guerra a muerte: memoria sobre las últimas campañas de la Independencia de Chile 1819-1824 (1868)
- Historia crítica y social de la ciudad de Santiago (1541-1868) (1869)
- Historia de Valparaíso: crónica política, comercial i pintoresca de su ciudad i de su puerto desde su descubrimiento hasta nuestros días, 1536-1868 (1869)
- Lautaro y sus tres campañas contra Santiago. 1553-1557 (1876)
- Los médicos de antaño en el Reino de Chile (1879)
- Vida de Bernardo O'Higgins (1882)
- Juan Fernández. Historia verdadera de la isla de Robinson Crusoe (1883)
- El álbum de la gloria de Chile. Homenaje al Ejército y Armada de Chile en la memoria de sus más ilustres marinos y soldados muertos por la patria en la Guerra del Pacífico (Volume I em 1883 e II em 1885)
- La Cuna del Cuerpo. Homenaje a la Tercera Compañía de Bomberos de Santiago (1883)